# 橋爪洋介
橋爪 洋介（はしづめ ようすけ、1967年4月28日 - ）は日本の政治家。群馬県議会議員（6期）。過去には、第92代群馬県議会議長、群馬県議会副議長を務めた。

## 経歴
1967年4月28日、高崎市に生まれる。高崎市立片岡小学校、高崎市立片岡中学校、群馬県立高崎高等学校を経て、1992年に成城大学経済学部経済学科を卒業する。卒業後は、2000年まで三井不動産販売（現三井不動産リアルティ）に勤務する。退職後は父橋爪和夫の秘書となった。
2003年4月13日、群馬県議会議員選挙に高崎市選挙区から自由民主党公認で立候補して得票数1位で初当選を果たし、現在まで6期務める。
2016年5月26日から2017年5月25日まで群馬県議会副議長を、2018年5月25日から2019年5月15日まで第92代群馬県議会議長を務めた。

## 人物
- 趣味は卓球やゴルフ等のスポーツとノンフィクションの読書[3]。また、高崎市ゴルフ会会長や、群馬県卓球ベテラン会顧問の職も務める[2]。

## 親族
- 父・橋爪和夫（第67代群馬県議会議長）